# Spittalfield
Spittalfield ist eine schottische Ortschaft in der Council Area Perth and Kinross. Sie liegt in der traditionellen Grafschaft Perthshire rund neun Kilometer östlich von Dunkeld und 18 Kilometer nördlich des Zentrums von Perth.

## Geschichte
In unmittelbarer Umgebung von Spittalfield finden sich verschiedene Zeugnisse frühgeschichtlicher Besiedlung der Region. So befinden sich westlich beziehungsweise nördlich zwei Cairns, die vermutlich in der Bronzezeit errichtet wurden. Nordwestlich befinden sich zwei Souterrains, die als Bodendenkmäler geschützt sind. Ein vermutlich bronzezeitlicher Stehender Stein mit einer Höhe von 1,8 Meter ist 1,4 Meter breit und 0,8 Meter tief. Während der römischen Besatzung Britanniens drangen römische Truppen bis nach Perthshire vor. Zwei Kilometer südöstlich von Spittalfield am Tay befand sich zu dieser Zeit ein römisches Fort, das der Grenzbefestigung diente.
Spittalfield wurde im Jahre 1766 als Plansiedlung um einen Anger angelegt. Die Ortschaft entwickelte sich mit der Weberei. Nahe der Ortschaft wurde im 18. Jahrhundert die Villa Gourdie House errichtet.
Im Rahmen der Zensuserhebung 1971 wurden in Spittalfield 121 Einwohner gezählt.

## Verkehr
Die von Dunkeld nach Coupar Angus führende A984 bildet die Hauptverkehrsstraße Spittalfields. Im Westen ist die A9 (Polmont–Scrabster) und im Osten die von Perth nach Aberdeen führende A93 innerhalb weniger Kilometer erreichbar.
Seit 1856 bestand ein Bahnanschluss im drei Kilometer entfernten Murthly am gegenüberliegenden Tay-Ufer. Der Bahnhof entlang der Perth and Dunkeld Railway wurde jedoch 1965 aufgelassen.